# Anteros gentilis
Anteros gentilis is een vlindersoort uit de familie van de prachtvlinders (Riodinidae), onderfamilie Riodininae.
Anteros gentilis werd in 1958 beschreven door Rebillard.